# Primærrute 59
Primærrute 59 er en hovedvej, der går fra Vordingborg tværs over Sydsjælland til Stege.
Primærrute 59 starter ved Primærrute 22 og Sekundærrrute 153 udfletningen Brovejen Næstvedvej i den nordvestlige del af Vordingborg, passerer over Europavej 47 gennem Stensved, og Kalvehave over Dronning Alexandrines Bro og slutter i Stege.
Rute 59 har en længde på ca. 29 km.